# Tudor Postelnicu
Tudor Postelnicu (Provița de Sus, 13 novembre 1931 – Bucarest, 12 agosto 2017) è stato un militare e politico rumeno.
Nel 1977 prese parte alla repressione dello sciopero del comando di minatori della Valle del Jiu. Nel marzo 1978 è stato nominato Capo del Dipartimento di Sicurezza dello Stato mantenendo la carica fino all'ottobre 1987. Dal 5 ottobre 1987 al 22 dicembre 1989 è stato Ministro degli affari interni e poi membro del Comitato centrale del Partito Comunista Romeno.

## Biografia
Nato a Provița de Sus, nel Distretto di Prahova, ha lasciato la scuola dopo il sesto grado nel 1943. Fino al 1947, era un apprendista presso una fonderia di Moreni, poi lavorò come tornitore di ferro fino al 1951. Si è unito al Partito Comunista Romeno (PCR, poi PLR e poi di nuovo PCR) Unione della Gioventù Comunista (UGC, poi UGL) nel 1945, un anno dopo re Michele dichiarò illegale il partito. Dal 1950 al 1951 è stato segretario del suo comitato di fabbrica del UGL; dal 1954 al 1956, è stato primo segretario del comitato raion UTM Câmpina; e 1956 al 1959, è stato segretario del comitato regionale UTM Ploieşti. Dal 1956 al 1960, apparteneva al comitato centrale del UTM per la revisione. Nel 1959, divenne un membro aggiunto della presidenza del comitato centrale del UGL, che servì anche come capo della sua sezione organizzativa; divenne membro a pieno titolo della presidenza nel 1962. Inoltre, sedette il comitato centrale del UGL dal 1960 al 1964.
Postelnicu ha approfondito la sua formazione presso la scuola di quadri del comitato centrale del UGL, finendo nel 1954; presso la Ștefan Gheorghiu Academy, dove si è laureato nel 1967; e presso l'Accademia degli studi economici di Bucarest, dove ha conseguito gli esami di equivalenza e ha ottenuto il dottorato nel 1977.
Dopo l'adesione al PLR nel 1953, Postelnicu venne promosso attraverso i ranghi ottenuti. In primo luogo divenne istruttore presso la sua sezione di organizzazione di massa; mantenendo lo stesso lavoro presso la sezione organizzativa del comitato centrale dal 1964 al 1969. Fu segretario del comitato di partito di Olt dal 1969 al 1971, poi dal 1971 al 1976 segretario del comitato del partito Contea di Buzău. Dal 1976 al 1978 è stato primo segretario nella stessa contea, e presidente del comitato esecutivo del consiglio del suo popolo (equivalente ai consigli di contea di oggi).

## Incarichi istituzionali

### Securitate e Ministro degli affari interni
Dal marzo 1978 a ottobre 1987 Postelnicu fu capo della polizia segreta del paese, la Securitate, in possesso di rango ministeriale come segretario di Stato. In questa veste, ha orchestrato una campagna contro lo scrittore dissidente Paul Goma, che aveva lasciato il paese nel 1977, con l'obiettivo di screditare lo stesso Postelnicu in Romania e all'estero. L'obiettivo era quello di rappresentare Goma come agente di potenze straniere e irredentisti ungheresi, mentre tra i circoli della Guardia di Ferro in Europa occidentale e negli Stati Uniti, Goma si sarebbe presentato come un rifugiato politico sotto l'influenza del Mossad ottenuta attraverso il suo suocero-ebraico.
Postelnicu ha ricoperto l'incarico di ministro degli Interni nel governo Constantin Dăscălescu. Nel novembre 1979 entra a far parte del comitato centrale del PCR, e membro supplente del comitato esecutivo politico (CPEX) dal novembre 1984 al dicembre 1989. Ha anche presieduto la Grande Assemblea Nazionale per Teleorman e poi per Prahova dal marzo 1980 al dicembre 1989. Il politologo Vladimir Tismăneanu lo descrive come parte di un gruppo di figure "profondamente servili" e "totalmente incompetenti".

## Arresto
Postelnicu venne arrestato durante la rivoluzione del 1989, la notte del 22-23 dicembre. Con approvazione del Tribunale Militare, è stato condannato nel febbraio 1990 all'ergastolo e alla confisca di tutti i suoi beni personali, per complicità in genocidio, Il procedimento ben pubblicizzati sono stati descritti come un "processo farsa"; Postelnicu e altri tre imputati di spicco hanno dichiarato di essere colpevoli dopo aver consegnato, testimonianze autocritiche che poi ritrattarono. La frase usata per spiegare le sue azioni diventarono famose: "Am fost dobitoc" ("Sono stato un idiota").
Nell'aprile 1993, su richiesta del pubblico ministero, la Corte Suprema di Giustizia ha annullato la sentenza precedente, invece lo condanna di complicità in omicidio colposo aggravato e tentato omicidio, e ridurre la sua condanna. Alla reclusione e a 8 anni di cui sette anni con la privazione dei diritti civili. Questo mese ha avuto luogo un nuovo processo; lui e altri otto imputati sono stati accusati di avere effettuato ordigni per Ceaușescu per l'esecuzione sommaria di tre persone che aderirono al tentativo di dirottare un autobus che viaggiava verso Occidente nel 1981.
Il Tribunale Militare di Bucarest ha condannato tutti e nove gli imputati nel 1993. Nel 1994, la corte ha accettato la richiesta personale di libertà condizionale per motivi di salute. È stato di nuovo incarcerato dal gennaio 1998 all'ottobre 1999, quando fu concessa la libertà condizionale per la seconda volta. Nel 2009 è stato indagato dalla procura per finanziamento al terrorismo di Carlos lo Sciacallo.